# Chamra
Koordinaten: 32° 12′ N, 35° 26′ O
Chamra (חַמְרָה auch חמרא) ist ein im Jahre 1971 völkerrechtlich illegal gegründeter  Moschaw im israelischen Regionalverband Bik’at HaJarden im Westjordanland (auch Judäa und Samaria). 2017 zählte der Ort 126 Einwohner. Chamra liegt südlich des Flusses Nachal Tirza (נַחַל תִּרְצָה) bei der antiken Stadt Tirza.

## Geschichte
Der Ort hieß ursprünglich Atarot (עטרות auch עטרה), ein Name, der in der Bibel als Grenze des Stammes Joseph erwähnt wird (Buch Josua 16/3). Später wurde der Ort nach dem benachbarten Tel Chamra (תל חמרה)  benannt.
Am 6. Februar 2002 wurde bei einem Angriff mehrerer palästinensischer Terroristen eine 50-jährige israelische Frau, deren 11-jährige Tochter und ein Soldat ermordet.